# イ・ジフン
イ・ジフン（朝: 이지훈、1979年3月27日 - ）は、韓国の男性歌手、俳優。東国大学演劇映画科卒。

## 来歴
1996年に17歳で歌手デビュー。「美少年高校生歌手」として、元々モデル志望だった端正なルックスと歌唱力でアイドル的な人気を得る。2枚のアルバムがヒットするが、それまでのバラード路線から大きく志向を変えた第3アルバムのリリース後、歌手としてしばらく低迷が続き、音楽番組の司会やバラエティー番組への出演が増える。2003年には親友であるH.O.Tのカンタ、シンファのシン・ヘソンと3人でプロジェクトユニット Ｓ を結成し、アルバムを発売。
2004年頃より本格的に俳優業へ進出。同年、フジテレビのドラマ『熱き夢の日〜日韓ワールドカップ 真実の裏側〜』に出演し、日本でも知名度を上げる。最近はミュージカル「アルターボーイズ（ALTAR BOYS）」や「ハムレット」に主演し、舞台での演技にも挑戦している。

## ディスコグラフィ

### アルバム

#### イ・ジフン名義
1. Rhythm Paradise（1996年）
2. Love and Forever（1997年）
3. MAN（1998年）
4. Eternity Friend...（2000年）
5. TRINITY（2004年）
6. The Classic（2008年）

#### S 名義
- Fr.in.Cl.（2003年）[3]

## 出演作品

### 映画
- ラブリー・ライバル（原題『女教師 vs 女生徒』、2004年）
- 高校教師　恋の教育実習（原題『夢精期2』、2005年）
- 犯罪都市 NO WAY OUT（2023年）- ヤン・ジョンス刑事
- 犯罪都市 PUNISHMENT（2024年）- ヤン・ジョンス刑事

### テレビドラマ
- 可愛い恋人（2003年、MBC）
- 熱き夢の日〜日韓ワールドカップ 真実の裏側〜（2004年、フジテレビ）
- ワンダフルライフ（2005年、MBC）
- ビリー・ジーン、私を見て（2006年、MBC）
- ハロー！お嬢さん（2007年、KBS）
- ニューハート（2007年、MBC）
- 君は僕の運命（2008年-2009年、KBS）
- もう止まらない〜涙の復讐〜（2009年、MBC）
- 百済の王 クンチョゴワン（2010年-2011年、KBS）
- 同一犯（2011年、KBS）
- 私の娘コンニム（2011年、SBS）
- スペシャル・マイ・ラブ～怪しい!?関係~（2012年、MBN）
- ガラスの仮面（2012年、tvN）
- 最高です! スンシンちゃん（2013年、KBS）
- オー・マイ・ビーナス（2015年-2016年、KBS）
- チャン・ヨンシル 〜朝鮮伝説の科学者〜（2016年、KBS）
- オー・マイ・クムビ（2016年、KBS）

### ミュージカル
- アルタボーイズ （2006年）
- 若さの行進
- 我が心のオルガン（2009年,2010年）
- スリル・ミー
- 兄弟は勇敢だった
- エビータ
- 三銃士
- ジャック・ザ・リパー
- 元暁
- パリの恋人
- エリザベート （2013年,2015年,2018年）
- ウィキッド
- プリシラ
- モーツァルト！
- キンキー・ブーツ (2016年)